# Santo Antônio Futebol Clube
O Santo Antônio Futebol Clube é um clube brasileiro de futebol, da cidade de Vitória, capital do estado do Espírito Santo. Atualmente se dedica ao futebol amador.

## História

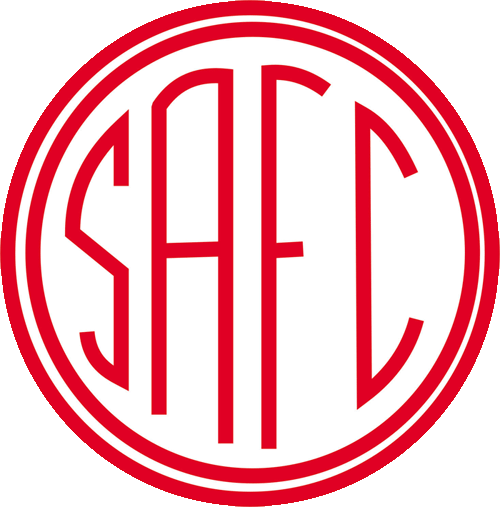
Escudo anterior do Santo Antônio.

O Santo Antônio foi fundado no dia 19 de novembro de 1919. Sua antiga sede ficava no bairro homônimo, num terreno doado pelos dirigentes que tinha uma benfeitoria onde funcionava uma antiga escola. Durante muito tempo, lá eram realizadas as domingueiras, bailes aos quais compareciam sócios e não sócios e que marcaram muito a vida no bairro.
A boa estrutura do Santo Antônio, para os padrões da época, composta pela sede e pelo estádio Rubens Gomes (maior presidente da história do clube), no bairro de Santa Inês, município de Vila Velha, foi conseguida mediante contribuição de sócios e doações de admiradores. No caso do estádio, foram vendidas 200 cadeiras cativas.
Teve o seu auge na década de 1950, quando foi tricampeão capixaba, tendo inclusive, ganho o campeonato de 1953 com zero ponto perdido. Naquele ano, o Santo Antônio sofreu apenas 2 gols, e marcou 22, goleando na trajetória adversários como o Caxias, 7 a 0, e o Rio Branco, por 8 a 1. Teve o artilheiro o campeonato (o atacante Tom) e os dois goleiros menos vazados: Adjalma, que sofreu os dois gols e o reserva Carlinhos, que entrou numa única partida e não sofreu gols.
Além disso, o clube possuiu alguns dos maiores times da história do futebol do Espírito Santo em todos os tempos, nas décadas de 1940 e 1950. Esses times tiveram jogadores que entraram para a história do futebol capixaba, tais como volante Francisco (o Chico), o atacante Ciro, além de Ilson Lima (um dos melhores zagueiros da história do futebol capixaba), Roberto Rapadura (um zagueiro que fez história no futebol capixaba e brasileiro), Cecê, J. Pedro, Neide, La Greca, Lola, Celso e outros mais. Na época áurea do clube, seu maior rival era o Rio Branco, mas sempre teve dificuldade em ganhar do Vitória. Além dos emblemáticos 8 a 1 em 1953, o Santo Antônio também venceu o rival Rio Branco pelo escore de 6 a 1, na decisão do Campeonato de 1960, disputada em 1961.
Em 1961, o Santo Antônio estreou em competições nacionais, a Taça Brasil. Na estreia da competição perdeu para o Cruzeiro por 3 a 1 na Glória, em Vila Velha.

## Títulos

### Estaduais
- Campeonato Capixaba (6): 1931, 1953, 1954, 1955, 1960, 1961
- Torneio Início do Espírito Santo (3): 1952, 1954, 1965